# Rivière aux Bluets Sud
Rivière aux Bluets Sud är ett vattendrag i Kanada.   Det ligger i provinsen Québec, i den sydöstra delen av landet, 400 km öster om huvudstaden Ottawa.
I omgivningarna runt Rivière aux Bluets Sud växer i huvudsak blandskog. Runt Rivière aux Bluets Sud är det glesbefolkat, med 11 invånare per kvadratkilometer.